# Unión Gremial del Paraguay
La Unión Gremial del Paraguay (UGP) fue una central sindical de ideología socialista, fundada en 1912 y disuelta en 1914, y cuyo secretario-general fue Rufino Recalde Milesi, un conocido dirigente socialista paraguayo de la época.

## Ideología
La Unión Gremial del Paraguay fue la primera organización del país en declararse abiertamente socialista. Inclusive, la UGP habría estado afiliada a la Segunda Internacional.

## Historia
La Unión Gremial del Paraguay fue fundada en diciembre de 1912, con varias sociedades obreras, entre las que se encontraba la Sociedad Tipográfica del Paraguay y la Sociedad de Oficiales Sastres. Su primer y único secretario-general fue Rufino Recalde Milesi, que años más tarde fundaría el Partido Socialista Revolucionario, y se convertiría en el primer diputado socialista del país.
La UGP reorganizó varios gremios, como la Federación de las Artes Gráficas, fundado en 1905 por Víctor Béjar. También se organizaron bajo su auspicio los gremios de Carpinteros Similares y Anexos, Conductores de Carros, Sociedad de Oficiales Zapateros, Mosaistas y Anexos, Sociedad de Tranviarios, Pintores Unidos, Sociedad de Aguadores, Carreros de la limpieza Pública, Joyeros y Plateros, Peones de la Aduana, y Panaderos.
Como en la mayoría de los países de América y Europa, el sindicalismo paraguayo estaba enfrentado entre socialismo y anarquismo, por lo que la UGP se vio confrontada en numerosas ocasiones contra la central anarquista, la Federación Obrera Regional Paraguaya.
Según palabras de su secretario-general, Rufino Recalde Milesi, la UGP se disolvió septiembre en 1914 "por efecto de la Guerra Europea que elevó el tipo de oro al cambio de $ 1800 a 4600, produciendo este en las filas proletarias una desocupación del 50%".

## Prensa de la UGP
La UGP publicó un periódico que se denominaba "La Voz del Pueblo".